# ジェイコブ・ヴァイナー
ジェイコブ・ヴァイナー（Jacob Viner、1892年5月3日 - 1970年9月12日）は、カナダの経済学者。国際貿易理論と経済思想史が専門といえるが、そのほかに純粋理論の論文もある。各国間の貿易収支の不均衡を改善するために変動為替相場制の正しさを理論的に証明したことで知られる。

## 略歴
- 1892年 - カナダのケベック州モントリオール出身、両親はルーマニアに移民したユダヤ人。
- 同州マギル大学（マックギル大学）で学んだ。
- 1914年 - BAを取得して卒業。
- 1915年 - アメリカのハーバード大学に入学。フランク・タウシッグの指導の下、博士号をめざす。
- 1916年 - シカゴ大学で教え始める。
- 1917年 - ワシントンの官庁に勤務。
- 1919年 - シカゴ大学に復帰。
- 1923年 - 博士号を取得した。博士号取得論文である『ダンピング』は同年、出版される。
- 1925年 - 32歳でシカゴ大学の正教授となる（~1946年）。
- 1928年 - 『ジャーナル・オブ・ポリティカル・エコノミー』の編集者となり、18年間続けた。
- 1934年 - アメリカ財務省の特別補佐官をする（~1939年）。
- 1939年 - アメリカ経済学会の会長になる。
- 1946年 - アメリカのプリンストン大学教授として活動した（~1960年）。
- 1962年 - アメリカ経済学会のフランシス・A・ウォーカー・メダルを授与される。
- 1970年 - 死去（78歳）。

## 人物
- フランク・ナイトとともにアルフレッド・マーシャルの経済学に沿った自由主義の経済学の精緻化に努め、シカゴ学派を確立した。
- ヴァイナーの経済学における業績は、大きく2つに分けられる。1つ目はアメリカを代表する国際経済学者として重商主義から近代の貿易理論までの基本理論を構築したこと、2つ目はマーシャルが提唱した企業の短期費用曲線および長期費用曲線を制度化し、新古典派経済学のミクロ経済学の分析手法を確立したことである。
- 彼は、次第にアダム・スミス以前の時代の神学と経済学とのつながりに魅力を感じていった。例えば、『社会秩序における神の役割』（原書1972年、翻訳 『キリスト教と経済思想』 ）では、スコラ哲学者やキリスト教神学者、および17世紀哲学者の思想を論じている。また、J・メリッツとD・ウィンチ編の『宗教思想の経済社会』（原書1978年、翻訳『キリスト教思想と経済社会』）では、マックス・ウェーバーの論文を否定したほか、ヴァイナーらしい洞察力のひらめきが見られる。参考文献索引カードの収集も語り草であった。
- ジョン・アレーの『アダム・スミスの生涯』の復刻本（1965年）のために書いた序文は、長いだけでなく、論文としても評価が高い。

## 主な著作
- 『国際貿易と経済発展』（現代経済学選書）、相原光訳、巌松堂出版、1959年（原書1952年）
- 『キリスト教と経済思想』The Role of Providence in the Social Order、根岸隆・根岸愛子共訳、有斐閣、1980年(原書1972年)
- 『キリスト教思想と経済社会』、Jacques Melitz・Donald Winch共編、久保芳和ほか訳、嵯峨野書院、1981年（原書1978年）
- 『国際貿易の理論』、中澤進一訳、勁草書房、2010年（原書1937年）